# Ann Pirvu
Ann Pirvu (née Anca Eliana Pirvu le 25 mai 1987 à Brașov en Roumanie), est une actrice canadienne de cinéma et de télévision.  
Elle se fait connaître du grand public grâce au rôle de Nicole dans la série Reign.

## Filmographie
| Année | Titre                                    | Rôle                        | Notes                        |
| ----- | ---------------------------------------- | --------------------------- | ---------------------------- |
| 2005  | Pure Malice                              | Karyn                       | téléfilm                     |
| 2008  | G2G: Got to Go!                          | Rainbow (voix)              | épisodes inconnus            |
| 2010  | Living in Your Car                       | Elena                       | épisode #1.7                 |
| 2011  | Tile Man                                 | Lisa                        | téléfilm                     |
| 2011  | Servitude                                | Partygoer's girlfriend      | téléfilm                     |
| 2012  | Totally Spies!                           | Iceolina (voix)             | 1 épisode (Evil Ice Skater)  |
| 2013  | The Junction                             | Elena                       | court métrage                |
| 2014  | Remedy                                   | Josey the Therapeutic Clown | 3 épisodes                   |
| 2014  | Swearnet: The Movie                      | Emily Anne                  | téléfilm                     |
| 2014  | Astraea                                  | Nora                        | court métrage                |
| 2015  | Open Heart                               | Sherri                      | 1 épisode (Unknown Soldier)  |
| 2015  | Odd Squad                                | Evil Queen                  | 1 épisode (Undercover Olive) |
| 2016  | The Masked Saint                         | Emily Anne                  | téléfilm                     |
| 2016  | The Girlfriend Experience                | Stacy                       | 1 épisode (Entry)            |
| 2016  | Total Frat Movie                         | Rebecca 'Becca' Henley      | téléfilm                     |
| 2017  | Reign : Le Destin d'une reine            | Nicole                      | 9 épisodes                   |
| 2017  | Miss Odette's Modern Handbook to Manners | Samantha                    | court métrage                |
| 2020  | Is There a Killer in My Family?          | Dina                        | téléfilm                     |
| 2020– | Workin' Moms                             | Trish                       | 3 épisodes                   |

## Jeux vidéo
| Année | Titre        | Rôle         | Notes |
| ----- | ------------ | ------------ | ----- |
| 2016  | Watch Dogs 2 | divers rôles | voix  |